# Homodes magnifica
Homodes magnifica är en fjärilsart som beskrevs av Pierre E.L. Viette 1958. Homodes magnifica ingår i släktet Homodes och familjen nattflyn. Inga underarter finns listade i Catalogue of Life.